# Crataegus cuneata
Crataegus cuneata, tiếng việt là Nam Sơn tra hay Sơn tra Nhật Bản, là loài thực vật có hoa trong họ Hoa hồng. Loài này được Siebold & Zucc. mô tả khoa học đầu tiên năm 1843.

## Hình ảnh

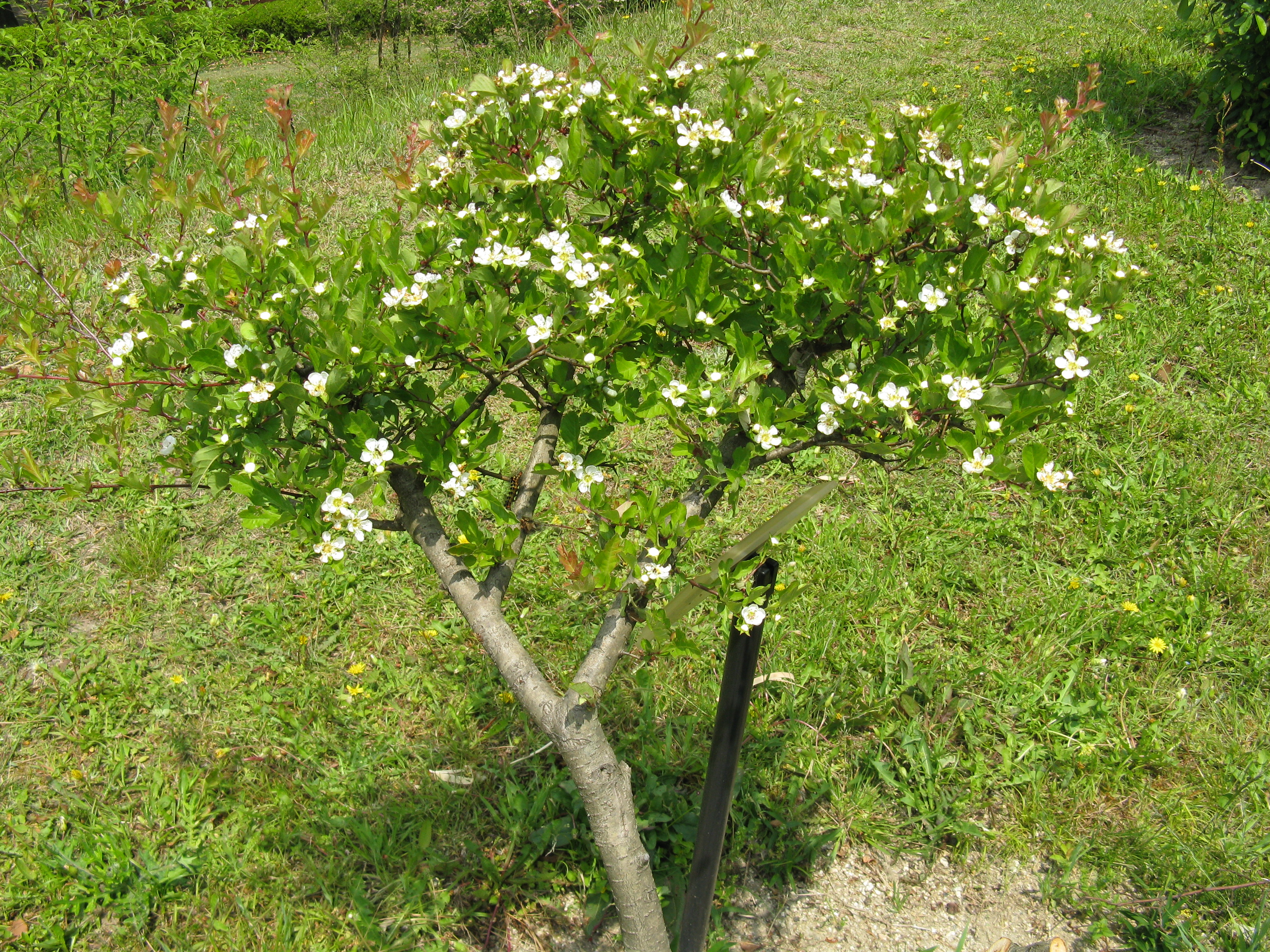
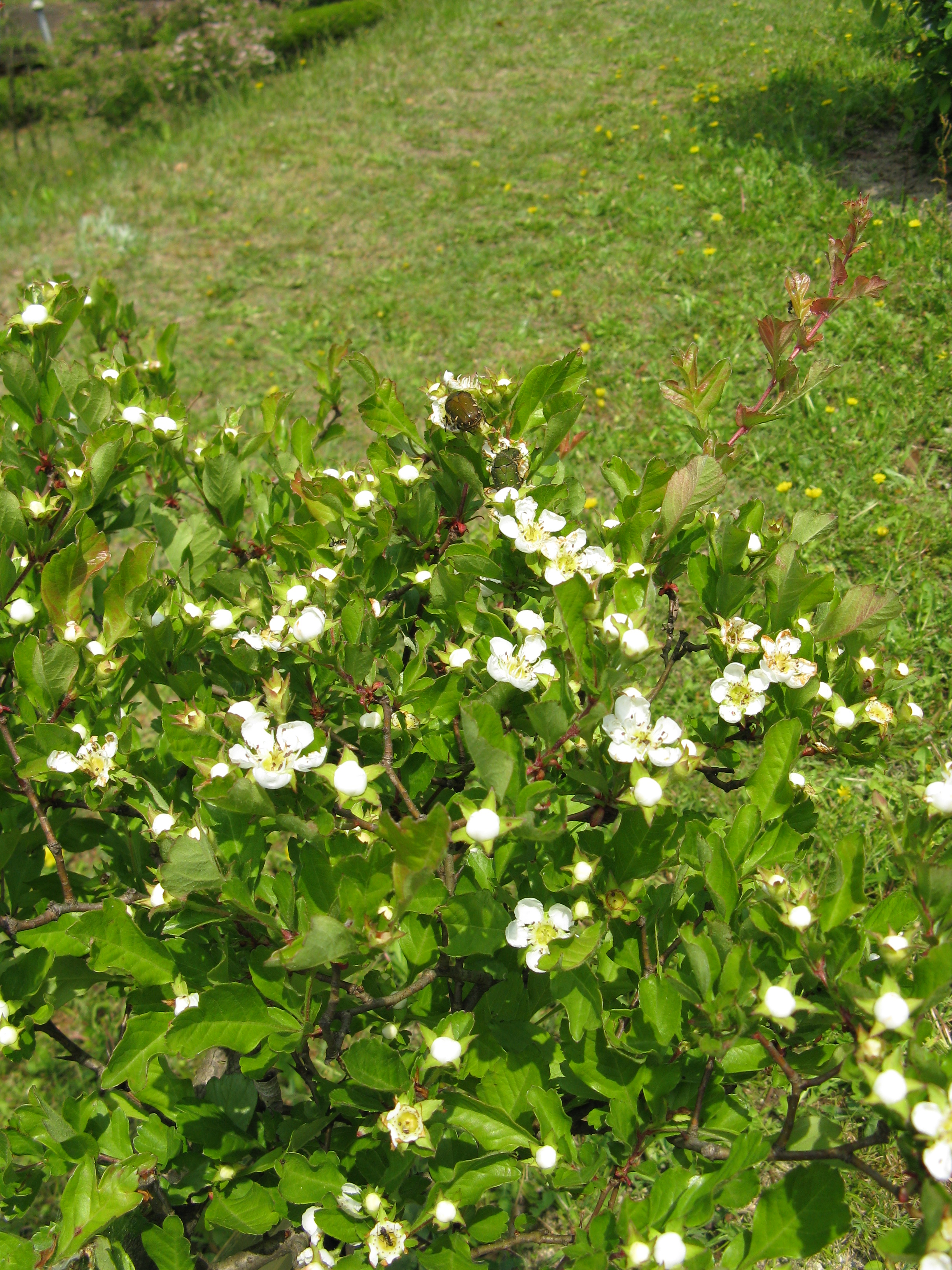